# ویکتور هرمانس
ویکتور هرمانس (هلندی: Victor Hermans؛ زادهٔ ۱۷ مارس ۱۹۵۳) بازیکن سابق فوتبال و فوتسال و مربی فوتسال اهل هلند است.

## باشگاهی
از باشگاه‌هایی که در آن بازی کرده‌است می‌توان به باشگاه فوتبال ام‌وی‌وی ماستریخت اشاره کرد.